# Andrzej Grajewski (zm. 1573)
Andrzej Grajewski  herbu Olawa (zm. w 1573 roku) – archidiakon krakowski, kanonik poznański, mistrz obojga praw, sekretarz króla Zygmunta II Augusta.